# Augustus Paulet, 15. markýz z Winchesteru
Augustus Paulet, 15. markýz z Winchesteru (6. února 1858 – 11. prosince 1899) byl anglický perr, markýz z Winchesteru a voják.

## Život
Narodil se 6. února 1858 jako syn Johna Pauleta, 14. markýze z Winchesteru a Mary Montagu. Studoval v Eton College a King's College London a roku 1887 zdědil titul markýz z Winchesteru.
V britské armádě působil v hodnosti majora u pluku Coldstream Guards. Zúčastnil se druhé búrské války, v níž 11. prosince 1899 v bitvě u Magersfontein padl.
Jeho ostatky byly přeneseny zpět do Anglie a zpopelněny v Brookwoodu na začátku února 1900. O dva dny později následoval pohřeb v Amportu.